# Gaylussacia retivenia
Gaylussacia retivenia är en ljungväxtart som beskrevs av Herman Otto Sleumer. Gaylussacia retivenia ingår i släktet Gaylussacia och familjen ljungväxter. Inga underarter finns listade i Catalogue of Life.